# San Martín y Mudrián
San Martín y Mudrián es un municipio de España de la provincia de Segovia, en la comunidad autónoma de Castilla y León. Pertenecen a este municipio, que cuenta con una población de 251 habitantes (INE 2024), las localidades de San Martín y Mudrián, cabecera y sede del ayuntamiento.

## Historia
San Martín y Mudrián han formado un único concejo desde tiempos muy antiguos, al menos desde antes del siglo XVI. Pascual Madoz recoge en la descripción que realiza en Diccionario geográfico-estadístico-histórico de España del siglo XIX que entonces había «80 casas de inferior construcción», ayuntamiento –en el que estaba la cárcel–, y escuela de instrucción primaria a la que acudían 16 alumnos de ambos sexos. En su término se criaba caza de liebres, conejos, perdices y otras aves y sus gentes mantenían ganado lanar y vacuno, además de cultivar trigo, morcajo, centeno, «poca cebada» y legumbres. En aquella época eran 62 vecinos que sumaban «234 almas».
El nombre del pueblo de Mudrián en 1247 era Munnio Andrian. Las citas intermedias muestran cierta vacilación en la manera de pronunciar este nombre y las etapas en las que se deformó Muñudrian (1587) y Muño Adrián (1591). En las siguientes citas ya aparece con su forma actual.
El significado de este nombre puede deberse a su repoblador más probable: Muño Adrián, Muño el hijo de Adrián, que por el nombre parece que era castellano. Muño era un nombre muy extendido entre los nobles, que deriva del vasco muno, munatz (otero, colina).
Por su parte San Martín parece haber tenido siempre este nombre. Su Iglesia está dedicada a San Martín de Tours (¿316-397?), originario de Panonia y distinguido soldado oficial de la guardia de césar Juliano.

### Despoblados

#### Los Añes
Este es su nombre desde el principio, que en su forma antigua, en 1247 era Los Fannes. En esa fecha pagaba 2,5 maravedíes, por lo que era una aldea diminuta. En 1587 tenía 33 vecinos, que eran casi tantos como San Martín y Mudrián juntos. A pesar de ello, esa cantidad corresponde a una aldea mediana-pequeña. Desapareció en el siglo XVII o XVIII, pues en 1789 aparece en los registros ya como despoblado, y con el nombre algo deformado, como Losañez.
En cuanto al significado, se cree que el nombre original era simplemente Hañes. Debía ser el nombre del poblador medieval de la aldea, derivado del latín Fannius > Fañes > Hañes y procedentes de Castilla, ya que esta fórmula se repite también en otros municipios de la provincia como Añe o Chañe.

#### Garci Sancho
Se menciona por primera vez con este nombre en 1204, en una concesión de préstamos del vestuario por el obispo a los canónigos del Cabildo. Fue una aldea diminuta, que se cita de nuevo en 1247 pagando solo 2,5 maravedíes.
Estaba a 3400 metros al este de Mudrián, a la derecha del camino llamado aun hoy día de Garci Sancho. El repoblador se llamaba Garci y era hijo de Sancho. Es posible que se tratara de un Garci Sancho del que Colmenares cuenta que “fue un caballero segoviano al que el rey Alfonso el Sabio le dio tierras tras la campaña de Sevilla”, aunque por el nombre parece que tendría ascendencia riojana.

## Símbolos
El escudo heráldico y la bandera que representan al municipio fueron aprobados oficialmente el 23 de mayo de 2005. El escudo se blasona de la siguiente manera: 

«En campo de oro, cinco pinos arrancados de sinople, puestos en aspa. Bordura componada de azur y plata. Al timbre Corona Real cerrada.»
Boletín Oficial de Castilla y León nº 157/2005 de 16 de agosto de 2005

La descripción textual de la bandera es la siguiente:

«Bandera rectangular, de proporciones 2:3, formada por un paño amarillo con tres pinos arrancados verdes, puestos en faja y una bordura de 1/4 del ancho, formada por un cuadrado blanco en cada ángulo y el resto de la misma azul.»
Boletín Oficial de Castilla y León nº 157/2005 de 16 de agosto de 2005

## Geografía y medio natural

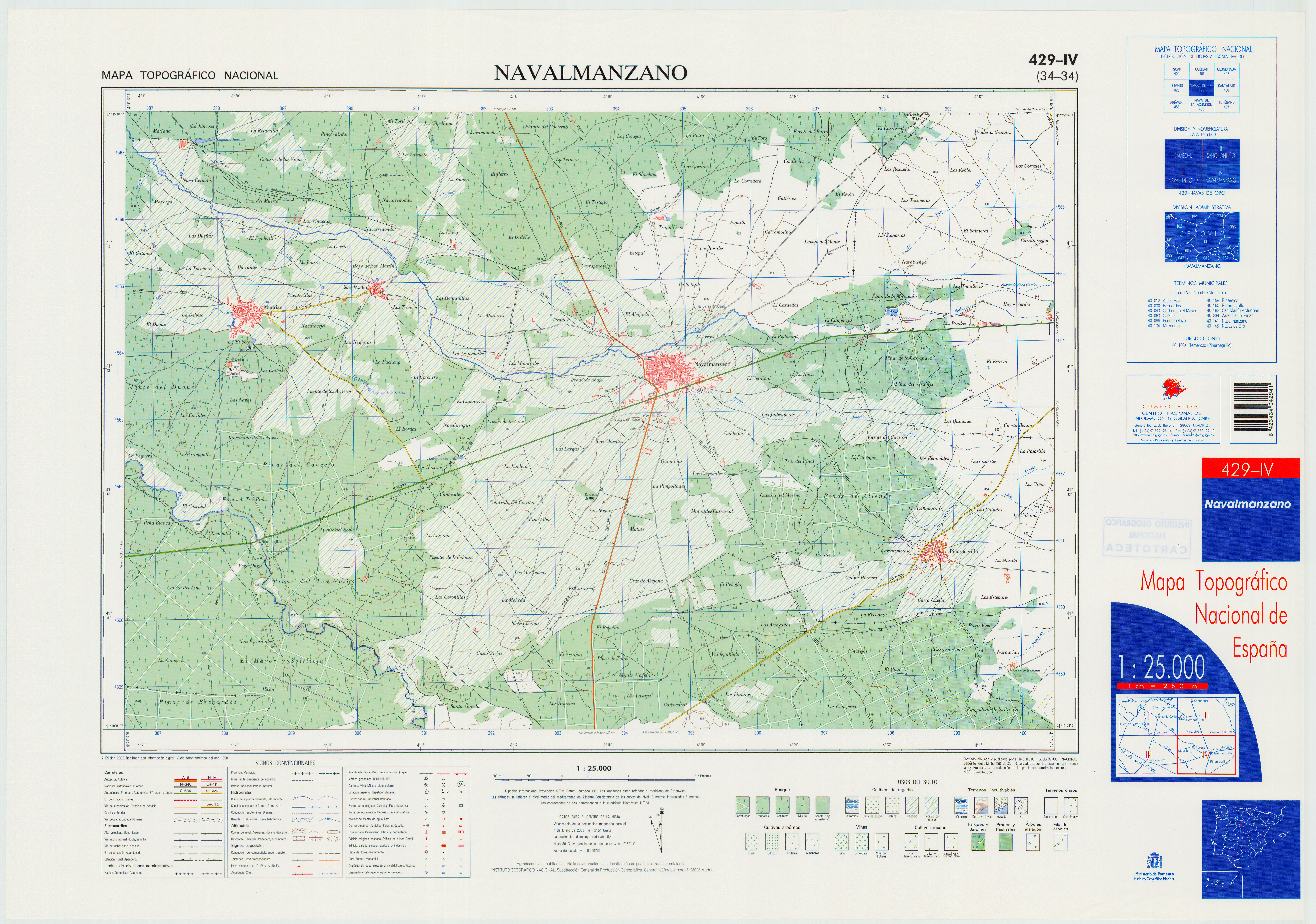
Fragmento de la hoja 429 del Mapa Topográfico Nacional de España de 2002 en el que se representa parte de San Martín y Mudrián

El municipio se encuentra en las comarcas de Tierra de Pinares y El Carracillo. Geológicamente hablando se encuentra en la depresión del Duero entre los relieves paleozoicos y mesozoicos de los macizos de Santa María la Real de Nieva y la Sierra de Honrubia-Pradales. 
Por encima de los materiales mesozoicos, ígneos y metamórficos, existe una gruesa “capa” de materiales detríticos pertenecientes al Terciario y al Cuaternario, este último representando por formaciones de origen fluvial y sobre todo eólico, ya que algo más del 60% de la extensión del municipio se encuentra cubierta por "campos de dunas eólicas” y “manto eólico”.
En cuanto a la hidrografía, el municipio se encuadra entre dos cursos de agua principales. El primero de ellos es el arroyo Malucas, que tiene carácter estacional, llevando agua solo en las épocas de lluvias y secándose en verano. El curso de agua más importante es el río Pirón, el cual se sitúa al sur del municipio, cuyo caudal también varía a lo largo del año, sufriendo un acusado estiaje si el año es seco e incluso llegando a secarse en verano.
También es importante en la zona otras formaciones acuícolas superficiales, aunque la mayoría de ellas tienen procedencia subterránea, estás son principalmente caceras, lagunas y pozos, entre los que destacan las lagunas del Bordal, de la Salida, de la Navaza, de LosAñez, del Prado Navaca, de la Magdalena y las lagunas de las Navas y del Soto.
Por otro lado, existen dos tipos de acuíferos, uno superficial de edad cuaternaria formado por arenas que corresponden a depósitos eólicos, removilizados en parte por procesos fluviales actuales. El espesor de estas arenas es variable y en algunos casos pueden llegar hasta los 30 metros, con valores de permeabilidad de 20 metros por días y porosidad eficaz de 0,15. Las arenas del acuífero libre son de tamaño de grano medio a fino, de carácter isótropo y homogéneo.
El segundo acuífero, de carácter profundo, está formado por materiales del Terciario Detrítico que rellena la fosa del Duero y cuyo espesor es creciente hacia el centro de la cuenca. Es heterogéneo y anisótropo y litológicamente son gravas cuarcíticas, arenas e intercalaciones de arcillas que en conjunto funcionan como un acuitardo.
| Noroeste: Samboal            | Norte: Cuéllar          | Noreste: Pinarejos                           |
| Oeste: Samboal, Navas de Oro |                         | Este: Navalmanzano                           |
| Suroeste: Navas de Oro       | Sur: Carbonero el Mayor | Sureste: enclave de Temeroso (Pinarnegrillo) |

## Demografía
Cuenta con una población de 251 habitantes (INE 2024).
| Gráfica de evolución demográfica de San Martín y Mudrián entre 1842 y 2021                                            |
| |
| Población de derecho según los censos de población del INE. Población de hecho según los censos de población del INE. |

| 284           | 276 | 266 | 259 | 344 | 282 | 283 | 273 | 244 | 239 | 248 | 235 | 251 |
| (Fuente: INE) |     |     |     |     |     |     |     |     |     |     |     |     |

## Economía

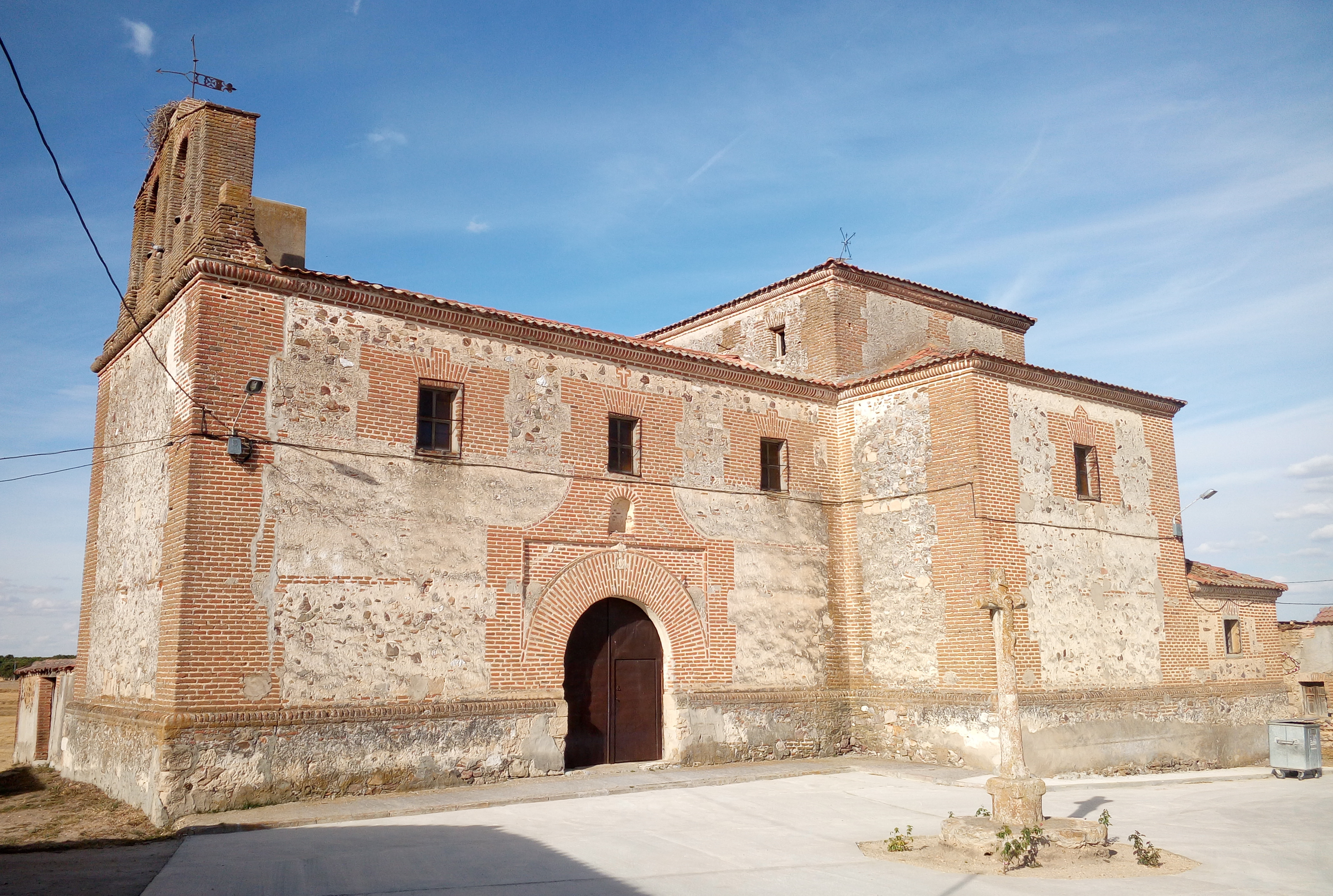
Iglesia de San Martín

Históricamente, la agricultura y la ganadería tuvo un peso importante en el pueblo, manteniéndose hasta la actualidad bastantes explotaciones. No obstante, en los últimos años se han ido desarrollando industrias modernas tanto en el sector primario como en el secundario. En cuanto a la agricultura destacan los viveros de planta de fresa, que se cultivan en estas tierras para después dar su fruto en el sur, mayoritariamente en Huelva. En el plano ganadero destaca un centro de extracción genética en el sector del porcino.
En cuanto a la industria, cuenta con una fábrica de platos precocinados, especialmente de tortillas envasadas al vacío y pizzas. También cuenta con una planta que gestiona y recicla los subproductos animales categoría 1 y categoría 2 que no acceden a la cadena alimentaria, produciendo harinas de carne que son utilizadas como combustible ecológico en cementeras, fertilizantes y grasas que se utilizan para fabricar biodiésel y otra planta de gestión de subproductos animales de categoría 3, produciendo grasas y proteínas animales utilizadas en nutrición animal, acuicultura, alimento para mascotas, fertilizantes e industria química.

## Administración y política
| Periodo   | Nombre                                                                        | Partido   |
| --------- | ----------------------------------------------------------------------------- | --------- |
| 1979-1983 | Virgilio Martín Fuentetaja                                                    | PSOE      |
| 1983-1987 | Isabelino Arranz Marcelo                                                      | AP-PDP-UL |
| 1987-1991 | Isabelino Arranz Marcelo                                                      | AP        |
| 1991-1995 | Jesús Arranz Marcelo                                                          | PP        |
| 1995-1999 | Jesús Arranz Marcelo José María Gómez de Pablos                               | PP PSOE   |
| 1999-2003 | María Mercedes Fuentetaja Escribano                                           | PP        |
| 2003-2007 | María Mercedes Fuentetaja Escribano                                           | PP        |
| 2007-2011 | María Mercedes Fuentetaja Escribano                                           | PP        |
| 2011-2015 | María Mercedes Fuentetaja Escribano                                           | PP        |
| 2015-2019 | Josefa Calero García (2015-2017)Francisco Javier Arranz de Andrés (2018-2019) | PP        |
| 2019-2023 | Francisco Javier Arranz de Andrés                                             | PP        |
| 2023-act. | Daniel de Lucas García                                                        | PSOE      |